# 拓跋紹
拓跋紹（393年—409年），鮮卑名受洛拔，魏道武帝次子，明元帝拓跋嗣二弟、生母賀夫人。賀夫人即獻明皇后的妹妹，其人甚為美麗。道武帝到了賀蘭部，見賀夫人時大為喜悅，立即告訴獻明皇后，請准納她為妻，獻明皇后立即反對，認為此其妹人太美卻不善良，並且已有丈夫。道武帝秘密令人殺賀夫人的丈夫而納她為妻，生下拓跋紹，最後終致宮廷政變中遇刺身亡。

## 簡歷
天興六年（403年）道武帝封拓跋紹為清河王。拓跋紹為人兇佷險悖，不遵教訓。喜好輕遊裡巷，劫剝行人，斫射犬豕，以為戲樂。道武帝曾對其行為大怒，將他倒懸井中，到了垂死才放出。拓跋嗣常以義方斥責拓跋紹，所以二人關係不好。
天賜六年（409年）拓跋紹母賀夫人有錯失，道武帝幽禁她於宮中，即將下令殺她。到黃昏時仍未決。賀氏密告拓跋紹救她。拓跋紹當晚與帳下及宦官數人，犯禁偷入宮中。左右侍御立即大呼賊至，道武帝即時驚起，尋求弓刀而不獲，便即突然駕崩。
明日，宮門到了中午仍然不開，拓跋紹偽稱下詔召見百官於西宮端門前向北面而站立，拓跋紹從門扇間搧動群臣擁立他，百官大都附和。唯有陰平公拓跋烈哭泣而去。於是朝野兇兇，各懷有異志。肥如侯賀護舉烽火於安陽城北，所以賀蘭部人皆往赴那裡，其餘舊部亦率子弟招集族人，相聚於此地。拓跋紹聽聞人情不安，乃發出布帛班賜與王公以下，上者數百匹，下者十匹。
此事發生之前，拓跋嗣因其生母劉貴人在拓跋嗣被立為太子之前，即按北魏後宮舊例，被道武帝賜死，拓跋嗣知道後悲傷不已，因而被道武帝迁怒斥出宮。當他聽聞有變即刻回去，潛匿於山中，暗使人夜告北新侯安同，眾皆響應拓跋嗣號召。當拓跋嗣到達城西，衛士便捉拿拓跋紹送與他。拓跋嗣於是賜死拓跋紹母子，誅殺帳下及宦官、宮人為內應者十數人，其他先前冒犯乘輿的人，群臣在城南都街生臠割食他們。
拓跋紹死時只有十六歲。

## 母
賀夫人，拓跋珪的姨母，献明皇后之妹，拓跋珪杀其夫夺取之。生拓跋绍。因儿子弑父，被拓跋嗣勒令自尽。

## 延伸阅读
[在维基数据编辑]
 《魏書/卷16》，出自魏收《魏书》
 《北史·卷016》，出自李延壽《北史》